# Leppiluoto (ö i Norra Savolax, Norra Savolax, lat 63,47, long 26,21)
Leppiluoto är en ö i Finland. Den ligger i sjön Koivujärvi och i kommunen Kiuruvesi i den ekonomiska regionen  Övre Savolax ekonomiska region  och landskapet Norra Savolax, i den centrala delen av landet, 400 km norr om huvudstaden Helsingfors. Öns area är 0,4 hektar och dess största längd är 120 meter i nord-sydlig riktning.